# ۱۲۱۱ (قمری)
۱۲۱۱ (قمری)، هزار و دویست و یازدهمین سال در گاهشماری هجری قمری است. اول محرم این سال برابر با هفتم ژوئیه سال ۱۷۹۶ میلادی است.